# De Havilland Canada DHC-5 Buffalo
de Havilland Canada DHC-5 Buffalo là một loại máy bay vận tải thông dụng cất hạ cánh đường băng ngắn (STOL), được phát triển từ loại DHC-4 Caribou.

## Biến thể

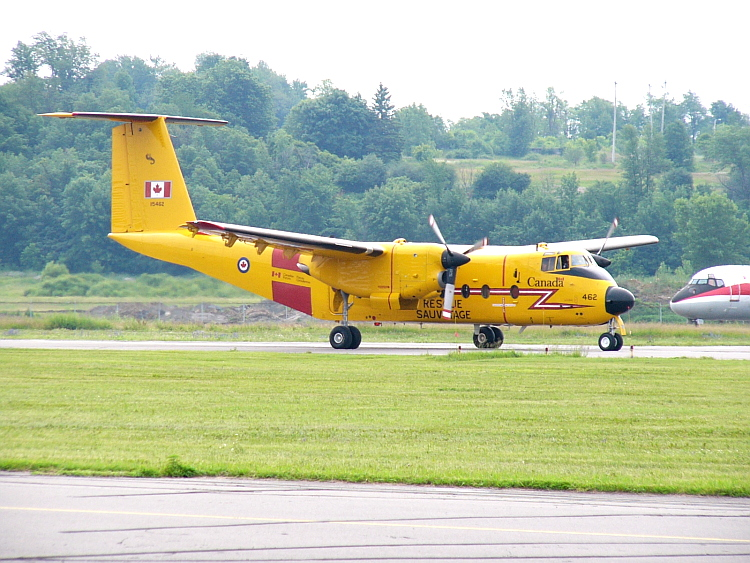
CC-115 Buffalo thuộc phi đoàn cứu hộ và vận tải số 442 RCAF

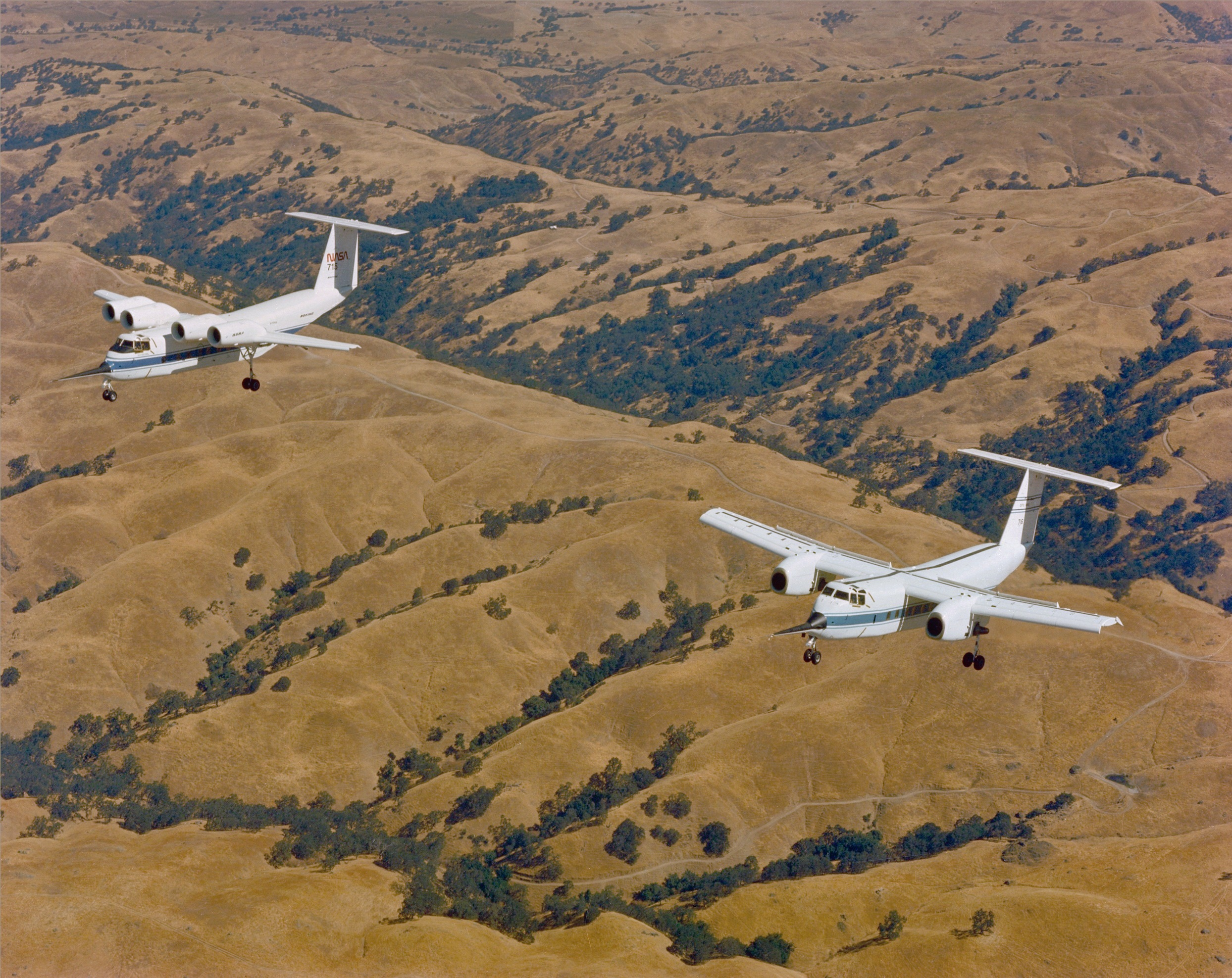
2 chiếc QSRA của NASA

DHC-5 Buffalo
DHC-5A
Máy bay vận tải thông dụng cho Không quân Brazil, Không quân Hoàng gia Canada và Không quân Peru. Canada định danh là CC-115.
DHC-5B
DHC-5C
DHC-5D
DHC-5E Transporter
NASA / DITC C-8A
XC8A ACLS
NASA / Boeing QSRA C-8A
Viking DHC-5NG Buffalo NG

### Định danh quân sự của Canada

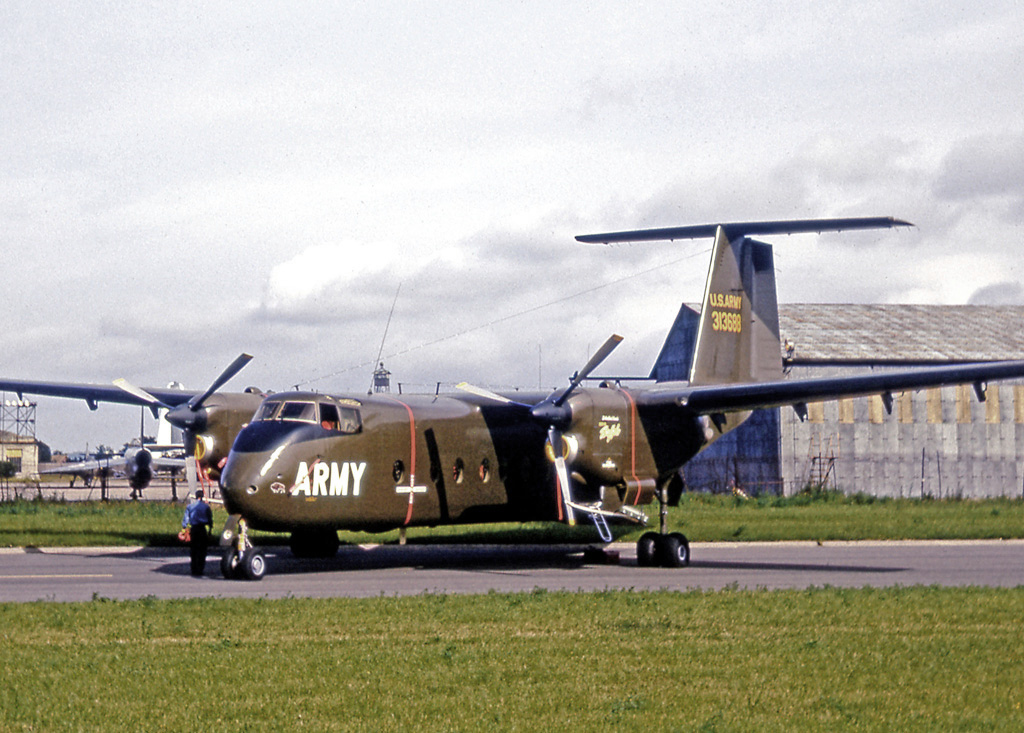
Mẫu thử Buffalo trưng bày tại triển lãm hàng không Paris 1965

CC-115

### Định danh quân sự củaHoa Kỳ
AC-2
CV-7A
C-8A

## Quốc gia sử dụng

### Dân sự
Canada
- Arctic Sunwest Charters

 Ethiopia
- Ethiopian Airlines

### Quân sự
Abu Dhabi /  UAE
- Liên đoàn không quân phòng thủ Abu Dhabi.[1]
- Không quân Các Tiểu vương quốc Ả Rập Thống nhất

 Brasil
- Không quân Brazil

 Cameroon
- Không quân Cameroon

 Canada
- Không quân Hoàng gia Canada[2]

 Chile
- Không quân Chile

 Cộng hòa Dân chủ Congo (previously  Zaire)
- Không quân Cộng hòa Dân chủ Congo

 Ecuador
- Không quân Ecuador
- Lục quân Ecuador

 Ai Cập
- Không quân Ai Cập

 Indonesia
- Không quân Indonesia

 Kenya
- Không quân Kenya

 Mauritanie
- Không quân Mauritanie

 México
- Không quân Mexico

 Oman

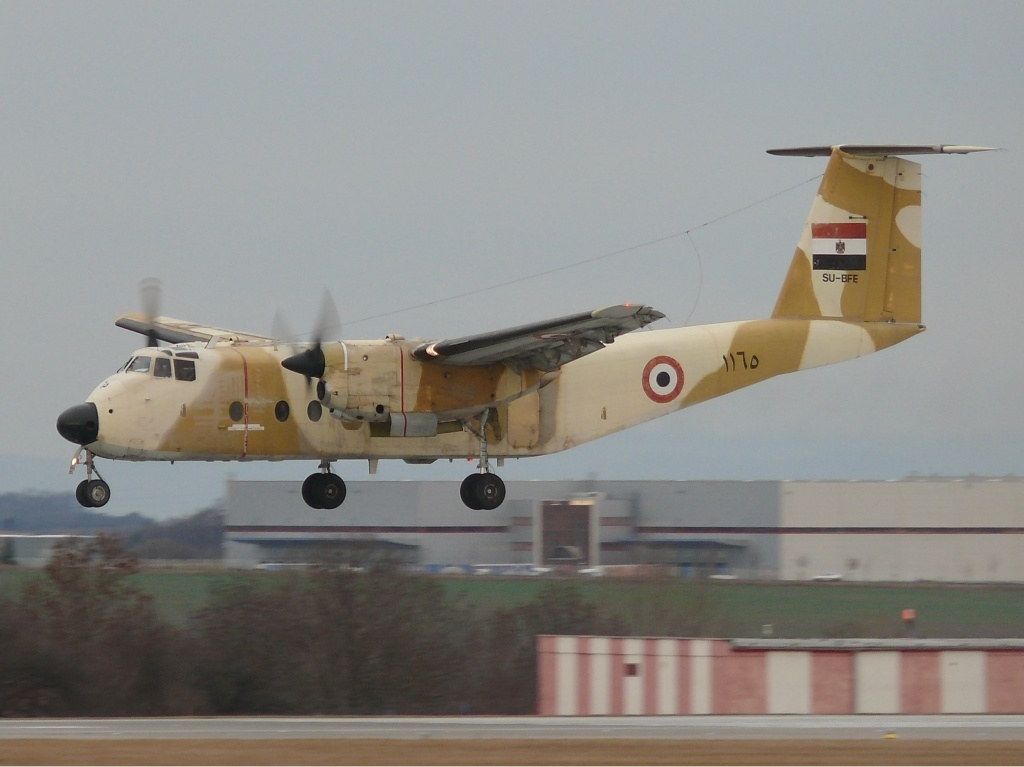
Force de Havilland DHC-5, Không quân Ai Cập

- Liên đoàn không quân Cảnh sát Hoàng gia Oman

 Perú
- Không quân Peru

 Sudan
- Không quân Sudan

 Tanzania
- Quân đội Tanzania

 Togo
- Quân đội Togo

 Hoa Kỳ
- Lục quân Hoa Kỳ
- NASA

 Zambia
- Không quân Zambia

## Tính năng kỹ chiến thuật (DHC-5D)
Dữ liệu lấy từ Jane's All The World's Aircraft 1982–83 
Đặc điểm tổng quát
- Kíp lái: 3
- Sức chứa: 41 lính hoặc 24 cáng tải thương
- Tải trọng: 18.000 lb (8.164 kg))
- Chiều dài: 79 ft 0 in (24,08 m)
- Sải cánh: 96 ft 0 in (29,26 m)
- Chiều cao: 28 ft 8 in (8,73 m)
- Diện tích cánh: 945 sq ft (87,8 m²)
- Kết cấu dạng cánh: NACA 643A417.5 (mod) at root, NACA 632A615
- Trọng lượng rỗng: 25.160 lb (11.412 kg)
- Trọng lượng cất cánh tối đa: 49.200 lb (22.316 kg)
- Động cơ: 2 × General Electric CT64-820-4 kiểu turboprop, 3.133 hp (2.336 kW)  mỗi chiếc

 Hiệu suất bay 
- Vận tốc cực đại: 290 mph (252 knot, 467 km/h) trên độ cao 10.000 ft (3.050 m)
- Vận tốc tắt ngưỡng: 77 mph (67 knot, 124 km/h)
- Tầm bay: 691 hải lý (600 hải lý, 1.112 km) trên độ cao 10.000 ft (3.050 m) (tải trọng tối đa)
- Trần bay: 31.000 ft (9.450 m)
- Vận tốc lên cao: 2.330 ft/phút (11,8 m/s)